# Abhorsën
Abhorsën (titre original : Abhorsen) est un roman de fantasy de l'écrivain australien Garth Nix publié en Australie en 2003 puis en France en 2004. Il appartient à la série appelée L'Ancien Royaume (The Old Kingdom) qui est comportée trois romans et dont il constitue le dernier volume à la suite de Sabriël et de Liraël.

## Voir également
- Tome 1: Sabriël
- Tome 2: Liraël